# モチペット
モチペット（Mochipet）は、台湾出身の音楽プロデューサーである。本名はデヴィッド・ワン。自ら立ち上げたレーベルであるDaly City Recordsからも複数の作品をリリースしている。

## 経歴
2004年、アルバム『Combat』をリリースする。
2008年、20人以上に及ぶラッパーを客演に迎えたアルバム『Microphonepet』をリリース。『Tiny Mix Tapes』誌上で「2008年最強のヒップホップ・アルバムの一つ」として高い評価を受けたほか、6月23日には収録曲「Sharp Drest」がKEXP-FMの「本日の一曲」に選ばれた。

## ディスコグラフィー

### アルバム
- Randbient Works 2002（2002年）
- Uzumaki（2004年）
- Combat（2004年）
- Feel My China（2005年）
- Disko Donkey（2006年）
- Girls Love Breakcore（2007年）
- Feel My China II（2008年）
- Microphonepet（2008年）
- Microphonepet Remixed（2008年）
- Master P on Atari（2009年）
- Bunnies & Muffins（2009年）
- Master P on Atari: Transformed Volume 2（2010年）
- Hello My Name Is（2011年）
- 10 Reasons to Love Hate Dubstep（2011年）
- Chicxulub（2011年）
- Mochipet Is Evil（2012年）
- Godzilla Rehab Center（2012年）
- Rawr Means I Love You（2013年）
- Kaiju Pet（2013年）

### EP
- Electric Saki House（2004年）
- Recored（2009年）
- Retweaked（2009年）
- Rehyped（2009年）
- Rebootied（2009年）
- Cowgirls Gets the Pets（2010年）

### シングル
- Nelly vs. Venetian Snares（2003年）
- My Gucci Chainsaw Ass Clap Attack（2006年）
- Godzilla New Year（2009年）
- Whomp-A-Saurus Sex（2011年）